# Arthur Rothstein
Arthur Rothstein (*1915, New York – 1985 New Rochelle, New York) byl americký novinářský fotograf známý svou prací pro společnost Farm Security Administration. Dokumentoval dopady velké hospodářské krize v USA v roce 1929.

## Farm Security Administration
FSA byla společnost, která byla vytvořena v USA v roce 1935 v rámci New Deal. Úkolem bylo v krizi pomáhat proti americké venkovské chudobě. FSA podporovalo skupování okrajových pozemků, práci na velkých pozemcích s moderními stroji a kolektivizaci. Vedle Rothsteina byli v sociologicko-dokumentárním programu této agentury zapojeni fotografové jako například Walker Evans, Dorothea Langeová, Roy Stryker nebo Ben Shahn.
Během doby práce pro FSA se Rothstein proslavil minimálně dvěma kontroverzními snímky. Jeden z nich byl snímek lebky vola, která byla rafinovaně umístěná na rozpraskané zemi v poušti. Inscenovaná fotografie tak měla maximální účinek na diváka. Další inscenací byla fotografie Farmář se syny čelící písečné bouři pořízená v okresu Cimarron, Oklahoma.

## Výstavy
- 1956: Arthur Rothstein. George Eastman House, Rochester, New York.
- 1960: Biblioteca Communale, Mailand.
- 1963: Smithsonian Institution, Washington, D.C.
- 1966: photokina, Köln.
- 1967: Look At Us. Kodak Exhibit Center, New York.
- 1974: United States Information Service, Wanderausstellung in 60 Ländern.
- 1976: My Land, My People. International Museum of Photography, Rochester, New York.
- 1978: Prakapas Gallery, New York.
- 1979: Empire State Plaza, Albany, New York.
- 1979: Fine Arts Museum of the South, Mobile, Alabama.
- 1980: Rizzoli Gallery, New York.
- 1991: Arthur Rothstein's America. International Center of Photography, New York.
- 1994: Arthur Rothstein. Documentary Classics. International Center of Photography, New York.

## Galerie

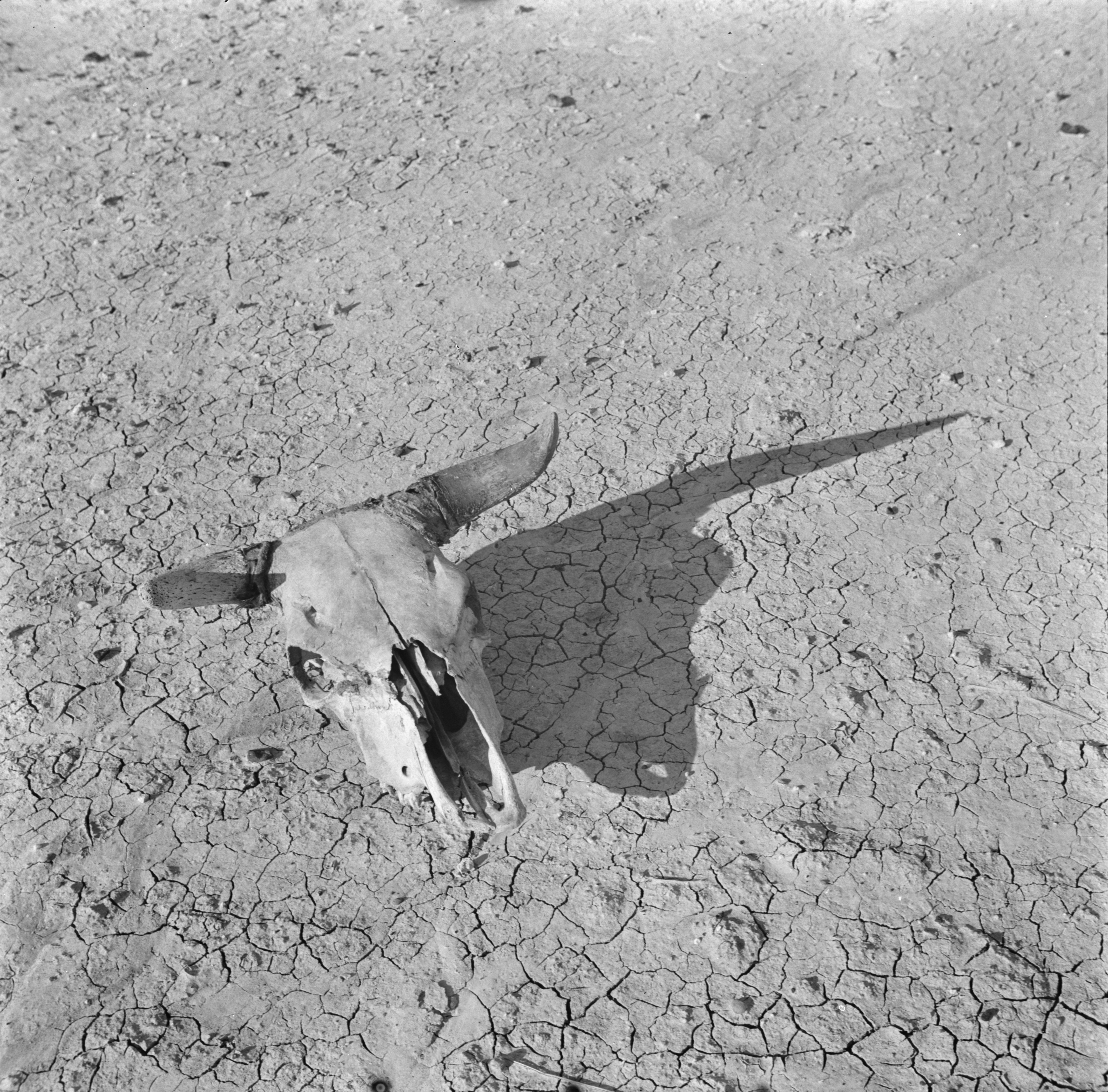
Arthur Rothstein: Vybledlá lebka vola, Jižní Dakota, 1936
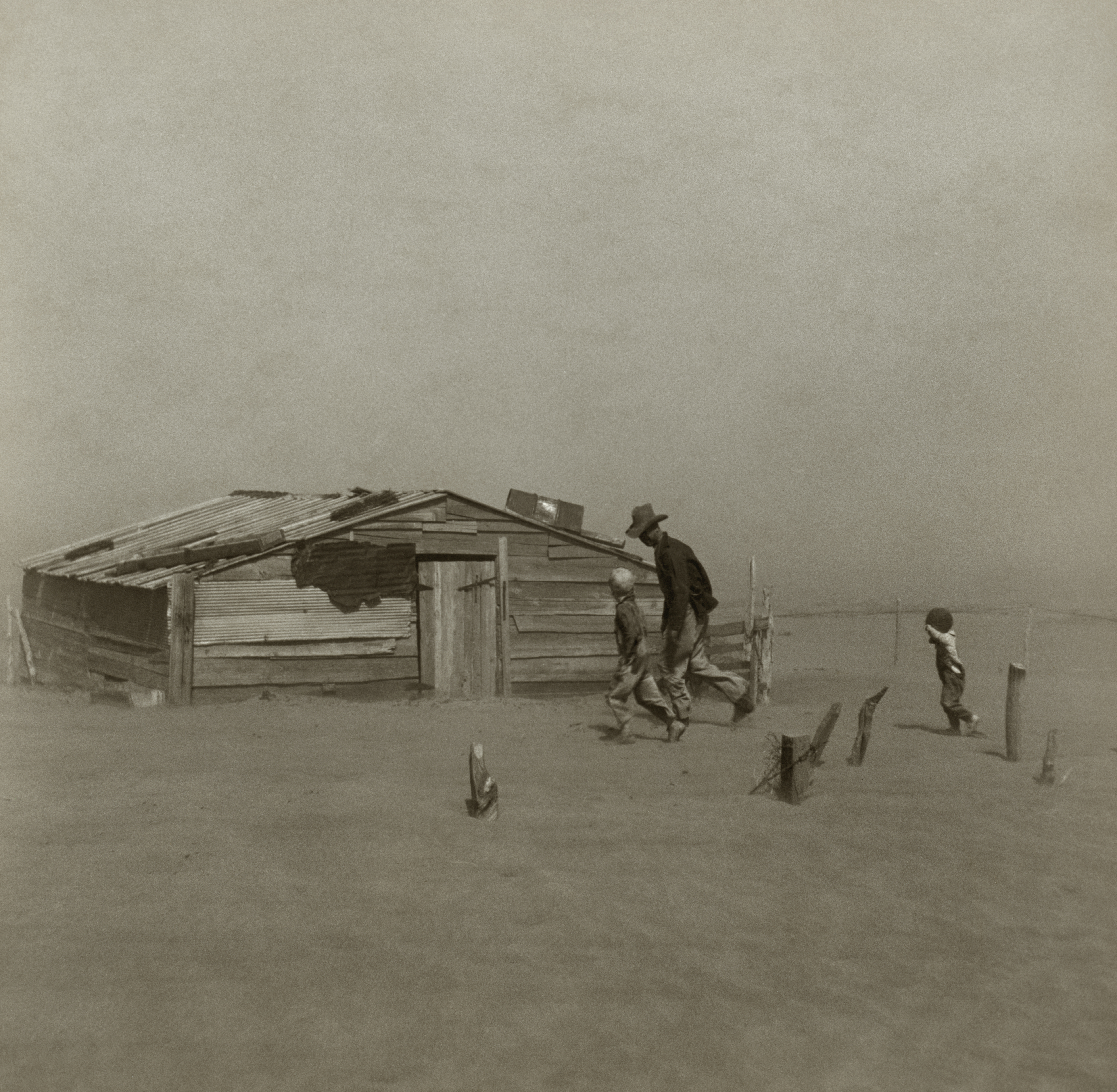
Arthur Rothstein: Farmář se syny čelí písečné bouři, Cimarron County, Oklahoma, USA
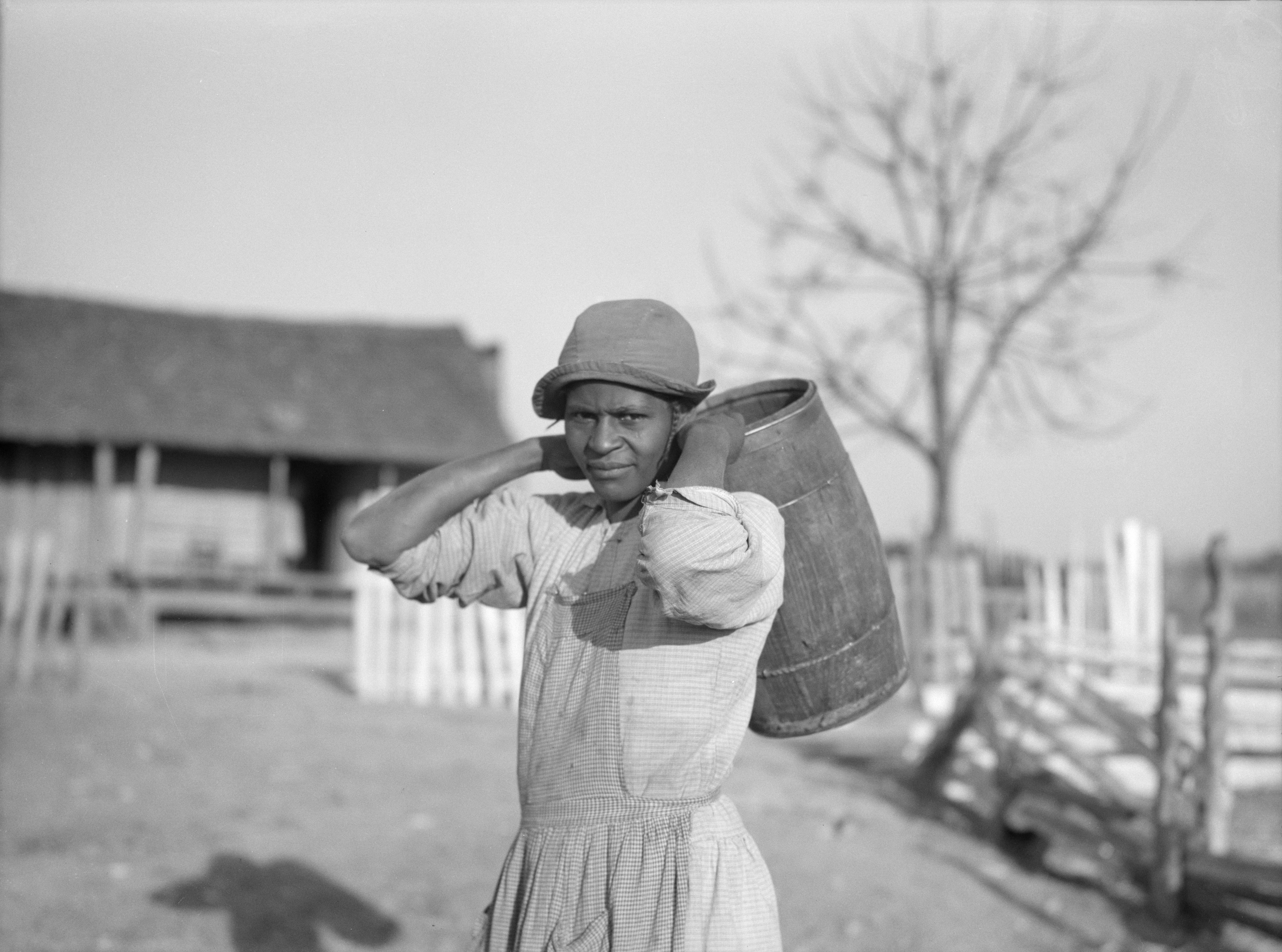
Arthur Rothstein: Annie Pettway Bendolphová nese vodu, Gee's Bend, Alabama, duben 1937
Arthur Rothstein: Domy v městečku Gee's Bend, Alabama, duben 1937
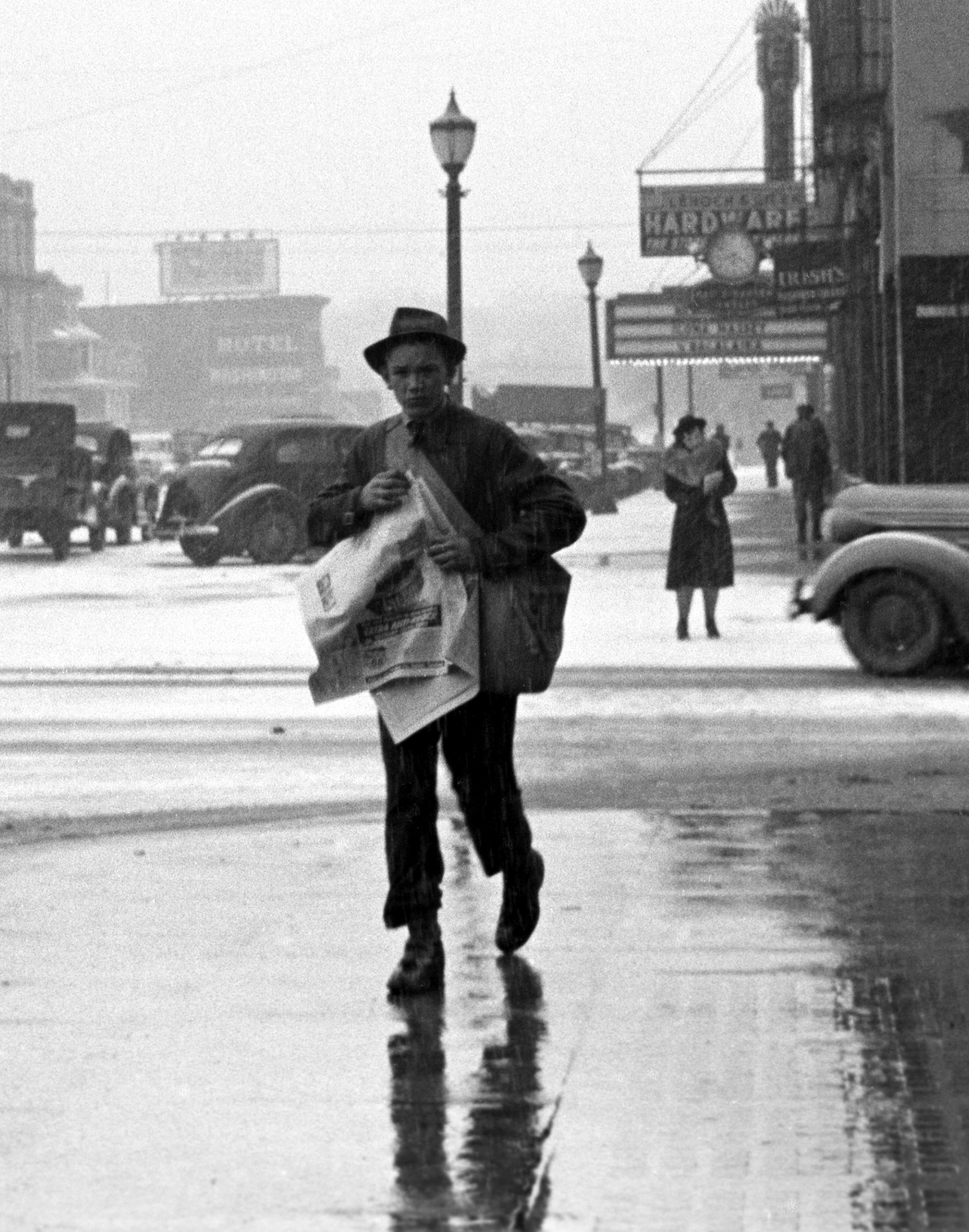
Iowa, prodavač novin, 1940
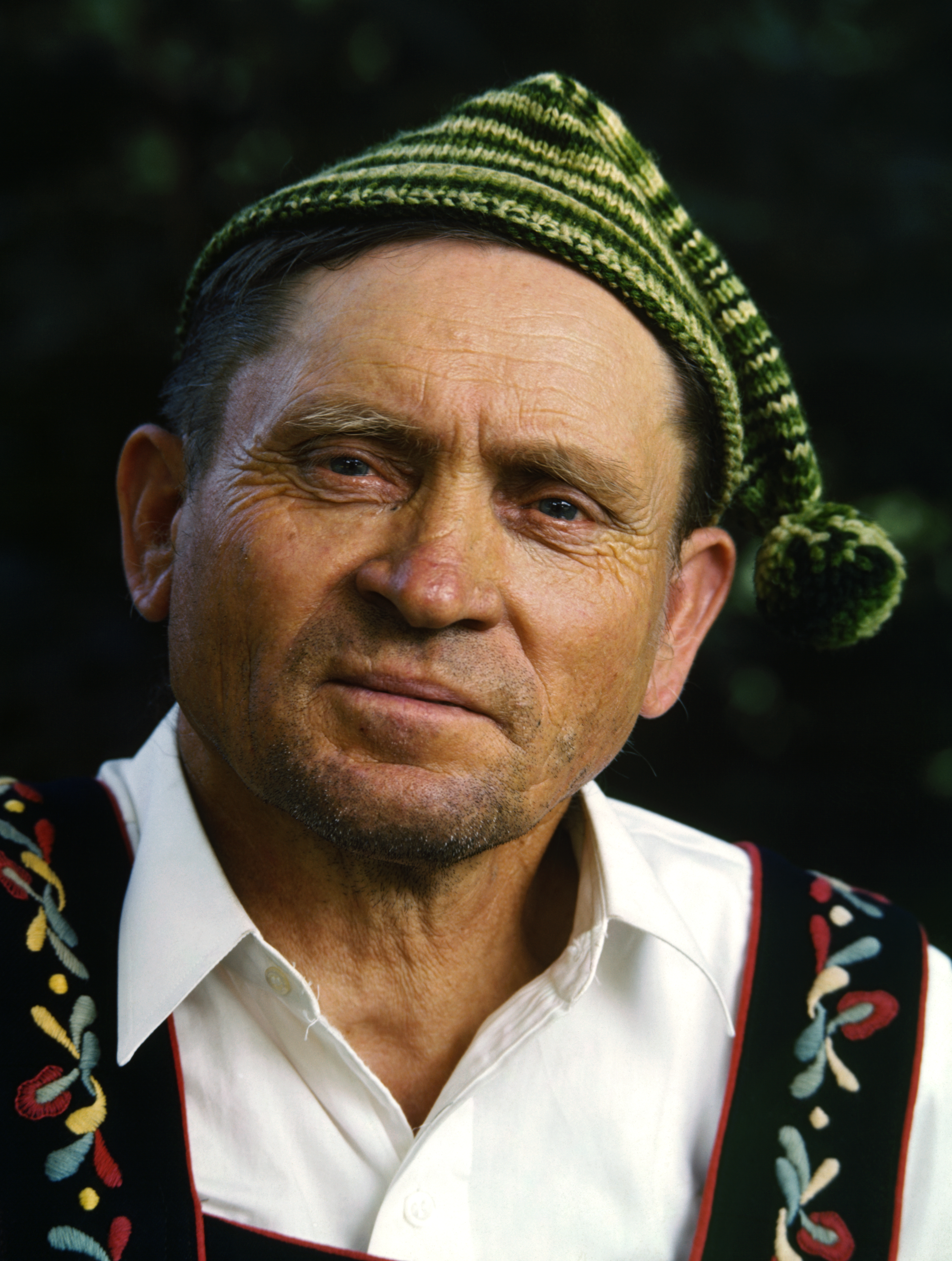
Muž v Little Norway, Blue Mounds, Wisconsin, USA, 1942, barevná fotografie, digitálně restaurována